# Tenisová sezóna Tomáše Berdycha 2013
Tenisová sezóna Tomáše Berdycha 2013 začala oficiálně 27. prosince 2012, kdy v Abú Zabí na exhibičním turnaji nestačil na Španěla Davida Ferrera, se kterým prohrál ve dvou setech. Z hlediska turnajových primátů to byla jedna z jeho nejhorších sezón, protože nedokázal ze tří finálových účastí proměnit alespoň jedno vítězství. Nejblíže turnajovému triumfu byl na francouzském turnaji v Marseille, kde nestačil na domácího tenistu Jo-Wilfrieda Tsongu, se kterým prohrál 6–3, 6–7 a 4–6, přičemž v tiebreaku druhé setu měl za stavu 6:5 mečbol.
Na Grand Slamu se probojoval nejdále do čtvrtfinále Australian Open a Wimbledonu, ale v obou případech nestačil na Srba Novaka Djokovića. Naopak nejkratší účinkování prožil na antukovém French Open, kde skončil již v prvním kole na raketě Francouze Gaëla Monfilse, který před turnajem dostal divokou kartu. I přes méně úspěšné výsledky na grandslamech se po srpnovém semifinále na americkém Cincinnati Masters poprvé posunul na 5. místo žebříčku ATP, což byl jeho dosavadní nejlepší výsledek kariéry.
V polovině ledna oznámil, že se po skončení smlouvy u americké firmy Nike domluvil na úzké spolupráci se švédskou oděvní společností H&M, která ho bude oblékat hlavně na kurtu, ale i mimo něj.
Počtvrté v řadě se kvalifikoval na Turnaj mistrů, kde v základní skupině vyhrál pouze jedno ze tří utkání a nepostoupil tak do semifinále.
Podruhé za sebou se s českým týmem dostal do finále Davisova poháru, tentokrát proti Srbsku. V Srbsku nastoupil do dvou dvouher a čtyřhry, přičemž první dvouhru proti Dušanu Lajovićovi zvládl s přehledem a druhou s čerstvým vítězem Turnaje mistrů Novakem Djokovićem snadno prohrál. Nejdůležitější se tak asi ukázala čtyřhra, ve které si s Radkem Štěpánkem poradili se srbským párem Ilija Bozoljac a Nenad Zimonjić. Tomáš Berdych tak slavil obhajobu nejcennější týmové tenisové trofeje. Po konci sezóny tak obsadil konečnou 7. příčku ve světové klasifikaci.

## Přehled sezóny

### Zimní sezóna na tvrdém povrchu

#### Chennai Open
Sezónu odstartoval na přelomu roku v indickém Čennají, kde v předešlém ročníku nestartoval, protože společně s Petrou Kvitovou reprezentoval Českou republiku na Hopmanově poháru.
V pozici nasazené jedničky, dostal pro první kolo volný los a rovnou tak postoupil do druhé kola. V něm se utkal s domácím tenistou Somdevem Devvarmanem, které mu nedovolil možnost ani jednoho brejku a po snadném průběhu ho vyprovodil ve dvou setech z kurtu. Ve čtvrtfinále na něj pak čekal 80. tenista klasifikace Roberto Bautista Agut ze Španělska, se kterým se ještě nestřetl a jenž hrál teprve ve svém druhém čtvrtfinále na okruhu ATP. V prvním setu uspěl španělský tenista, když za stavu 6:5 využil slabší gem Berdycha. Berdych se z prvního setu rychle oklepal a po třech brejknutých podáních soupeře srovnal na 1:1. V poslední setu, ale měl více štěstí Španěl, když za stavu 4:3 a výhodě ve shodě udělal český tenista při svém podání dvojchybu a ztratil tak podání a posléze celý zápas.

#### Australian Open
Na Grand Slamu Australian Open, probíhajícím v Melbourne Parku, z pozice turnajové pětky neztratil v úvodních čtyřech kolech žádný set. Nejdříve přehrál Američana z konce elitní světové stovky Michaela Russella. Poté si poradil s mladým Francouzem Guillaumem Rufinem. Ve třetí fázi zvládl duel s rakouským tenistou Jürgenem Melzerem, se kterým měl před zápasem pozitivní bilanci 3:2. Hned při úvodu měl Rakušan šanci na brejknutí soupeře, kterou ale nevyužil a toho mohlo mrzet, protože hned v další hře mu Čech prolomil servis a set už si pohlídal. Ve druhé sadě rakouský hráč ztratil dvakrát svůj servis a Berdych tak vedl 2:0. Podivuhodný začátek naplnil Melzer i v třetím setu, kdy jako v předchozích obou případech hned na úvod ztratil svůj servis a vzteky hodil raketou o zem. Berdych soupeře ve třetím pak dokázal ještě jednou brejknout a po 109 minutách postoupil do osmifinále.

## Přehled utkání

### Dvouhra: 79 (54–25)
| Turnaj | utkání | fáze        | soupeř / žebříček ATP       | stav   | výsledek                                |
| Chennai Open Čennaí, Indie ATP 250 Series tvrdý, venku 31. prosince 2012 – 6. ledna 2013                          | –      | 1. kolo     | volný los                   |        |                                         |
| Chennai Open Čennaí, Indie ATP 250 Series tvrdý, venku 31. prosince 2012 – 6. ledna 2013                          | 1.     | 2. kolo     | Somdev Devvarman / #664     | výhra  | 6–3, 6–1                                |
| Chennai Open Čennaí, Indie ATP 250 Series tvrdý, venku 31. prosince 2012 – 6. ledna 2013                          | 2.     | Čtvrtfinále | Roberto Bautista Agut / #80 | prohra | 5–7, 6–2, 3–6                           |
| Australian Open Melbourne, Austrálie Grand Slam tvrdý, venku 14. – 27. ledna 2013                                 | 3.     | 1. kolo     | Michael Russell / #94       | výhra  | 6–3, 7–5, 6–3                           |
| Australian Open Melbourne, Austrálie Grand Slam tvrdý, venku 14. – 27. ledna 2013                                 | 4.     | 2. kolo     | Guillaume Rufin / #92       | výhra  | 6–2, 6–2, 6–4                           |
| Australian Open Melbourne, Austrálie Grand Slam tvrdý, venku 14. – 27. ledna 2013                                 | 5.     | 3. kolo     | Jürgen Melzer / #29         | výhra  | 6–3, 6–2, 6–2                           |
| Australian Open Melbourne, Austrálie Grand Slam tvrdý, venku 14. – 27. ledna 2013                                 | 6.     | 4. kolo     | Kevin Anderson / #31        | výhra  | 6–3, 6–2, 7–6(15–13)                    |
| Australian Open Melbourne, Austrálie Grand Slam tvrdý, venku 14. – 27. ledna 2013                                 | 7.     | Čtvrtfinále | Novak Djoković / #1         | prohra | 1–6, 6–4, 1–6, 4–6                      |
| Davis Cup: 1. kolo Světové skupiny Ženeva, Švýcarsko Davis Cup tvrdý, hala 1. – 3. února 2013                     | 8.     | –           | Henri Laaksonen / #289      | výhra  | 6–3, 6–2, 6–7(5–7), 6–1                 |
| Davis Cup: 1. kolo Světové skupiny Ženeva, Švýcarsko Davis Cup tvrdý, hala 1. – 3. února 2013                     | 9.     | –           | Stanislas Wawrinka / #17    | výhra  | 6–3, 6–4, 3–6, 7–6(7–5)                 |
| Open 13 Marseille, Francie ATP 250 Series tvrdý, hala 18. – 24. února 2013                                        | –      | 1. kolo     | volný los                   |        |                                         |
| Open 13 Marseille, Francie ATP 250 Series tvrdý, hala 18. – 24. února 2013                                        | 10.    | 2. kolo     | Ernests Gulbis / #118       | výhra  | 6–4, 6–7(10–12), 6–4                    |
| Open 13 Marseille, Francie ATP 250 Series tvrdý, hala 18. – 24. února 2013                                        | 11.    | Čtvrtfinále | Jerzy Janowicz / #26        | výhra  | 6–3, 6–7(0–7), 6–3                      |
| Open 13 Marseille, Francie ATP 250 Series tvrdý, hala 18. – 24. února 2013                                        | 12.    | Semifinále  | Dmitrij Tursunov / #119     | výhra  | 6–2, 6–1                                |
| Open 13 Marseille, Francie ATP 250 Series tvrdý, hala 18. – 24. února 2013                                        | 13.    | Finále      | Jo-Wilfried Tsonga / #8     | prohra | 6–3, 6–7(6–8), 4–6                      |
| Dubai Tennis Championships Dubaj, Spojené arabské emiráty ATP 500 Series tvrdý, venku 25. února – 2. března 2013  | 14.    | 1. kolo     | Rajeev Ram / #103           | výhra  | 6–1, 6–3                                |
| Dubai Tennis Championships Dubaj, Spojené arabské emiráty ATP 500 Series tvrdý, venku 25. února – 2. března 2013  | 15.    | 2. kolo     | Tobias Kamke / #90          | výhra  | 7–5, 6–1                                |
| Dubai Tennis Championships Dubaj, Spojené arabské emiráty ATP 500 Series tvrdý, venku 25. února – 2. března 2013  | 16.    | Čtvrtfinále | Dmitrij Tursunov / #92      | výhra  | 6–3, 6–2                                |
| Dubai Tennis Championships Dubaj, Spojené arabské emiráty ATP 500 Series tvrdý, venku 25. února – 2. března 2013  | 17.    | Semifinále  | Roger Federer / #2          | výhra  | 3–6, 7–6(10–8), 6–4                     |
| Dubai Tennis Championships Dubaj, Spojené arabské emiráty ATP 500 Series tvrdý, venku 25. února – 2. března 2013  | 18.    | Finále      | Novak Djoković / #1         | prohra | 5–7, 3–6                                |
| Indian Wells Masters Indian Wells, Spojené státy ATP Masters 1000 tvrdý, venku 4. – 17. března 2013               | –      | 1. kolo     | volný los                   |        |                                         |
| Indian Wells Masters Indian Wells, Spojené státy ATP Masters 1000 tvrdý, venku 4. – 17. března 2013               | 19.    | 2. kolo     | Mischa Zverev / #144        | výhra  | 6–2, 6–4                                |
| Indian Wells Masters Indian Wells, Spojené státy ATP Masters 1000 tvrdý, venku 4. – 17. března 2013               | 20.    | 3. kolo     | Florian Mayer / #27         | výhra  | 6–4, 6–1                                |
| Indian Wells Masters Indian Wells, Spojené státy ATP Masters 1000 tvrdý, venku 4. – 17. března 2013               | 21.    | 4. kolo     | Richard Gasquet / #10       | výhra  | 6–1, 7–5                                |
| Indian Wells Masters Indian Wells, Spojené státy ATP Masters 1000 tvrdý, venku 4. – 17. března 2013               | 22.    | Čtvrtfinále | Kevin Anderson / #37        | výhra  | 6–4, 6–4                                |
| Indian Wells Masters Indian Wells, Spojené státy ATP Masters 1000 tvrdý, venku 4. – 17. března 2013               | 23.    | Semifinále  | Rafael Nadal / #5           | prohra | 4–6, 5–7                                |
| Miami Masters Miami, Spojené státy ATP Masters 1000 tvrdý, venku 18. – 31. března 2013                            | –      | 1. kolo     | volný los                   |        |                                         |
| Miami Masters Miami, Spojené státy ATP Masters 1000 tvrdý, venku 18. – 31. března 2013                            | 24.    | 2. kolo     | Daniel Gimeno Traver / #48  | výhra  | 5–7, 7–6(7–3), 6–2                      |
| Miami Masters Miami, Spojené státy ATP Masters 1000 tvrdý, venku 18. – 31. března 2013                            | 25.    | 3. kolo     | Alejandro Falla / #60       | výhra  | 2–6, 7–6(8–6), 6–4                      |
| Miami Masters Miami, Spojené státy ATP Masters 1000 tvrdý, venku 18. – 31. března 2013                            | 26.    | 4. kolo     | Sam Querrey / #20           | výhra  | 6–1, 6–1                                |
| Miami Masters Miami, Spojené státy ATP Masters 1000 tvrdý, venku 18. – 31. března 2013                            | 27.    | Čtvrtfinále | Richard Gasquet / #10       | prohra | 3–6, 3–6                                |
| Monte-Carlo Masters Monte Carlo, Monako ATP Masters 1000 antuka, venku 13. – 21. dubna 2013                       | –      | 1. kolo     | volný los                   |        |                                         |
| Monte-Carlo Masters Monte Carlo, Monako ATP Masters 1000 antuka, venku 13. – 21. dubna 2013                       | 28.    | 2. kolo     | Marcel Granollers / #35     | výhra  | 7–5, 6–4                                |
| Monte-Carlo Masters Monte Carlo, Monako ATP Masters 1000 antuka, venku 13. – 21. dubna 2013                       | 29.    | 3. kolo     | Fabio Fognini / #32         | prohra | 4–6, 2–6                                |
| Barcelona Open Barcelona, Španělsko ATP 500 Series antuka, venku 20. – 28. dubna 2013                             | –      | 1. kolo     | volný los                   |        |                                         |
| Barcelona Open Barcelona, Španělsko ATP 500 Series antuka, venku 20. – 28. dubna 2013                             | 30.    | 2. kolo     | Nikolaj Davyděnko / #41     | výhra  | 3–6, 7–5, 6–4                           |
| Barcelona Open Barcelona, Španělsko ATP 500 Series antuka, venku 20. – 28. dubna 2013                             | 31.    | 3. kolo     | Tommy Robredo / #43         | prohra | 6–3, 6–7(5–7), 3–6                      |
| Madrid Open Madrid, Španělsko ATP Masters 1000 antuka, venku 6. – 12. května 2013                                 | –      | 1. kolo     | volný los                   |        |                                         |
| Madrid Open Madrid, Španělsko ATP Masters 1000 antuka, venku 6. – 12. května 2013                                 | 32.    | 2. kolo     | Jerzy Janowicz / #24        | výhra  | 6–7(3–7), 6–3, 6–2                      |
| Madrid Open Madrid, Španělsko ATP Masters 1000 antuka, venku 6. – 12. května 2013                                 | 33.    | 3. kolo     | Kevin Anderson / #27        | výhra  | 7–6(7–5), 7–5                           |
| Madrid Open Madrid, Španělsko ATP Masters 1000 antuka, venku 6. – 12. května 2013                                 | 34.    | Čtvrtfinále | Andy Murray / #3            | výhra  | 7–6(7–3), 6–4                           |
| Madrid Open Madrid, Španělsko ATP Masters 1000 antuka, venku 6. – 12. května 2013                                 | 35.    | Semifinále  | Stanislas Wawrinka / #15    | prohra | 3–6, 6–4, 4–6                           |
| Rome Masters Řím, Itálie ATP Masters 1000 antuka, venku 13. – 19. května 2013                                     | –      | 1. kolo     | volný los                   |        |                                         |
| Rome Masters Řím, Itálie ATP Masters 1000 antuka, venku 13. – 19. května 2013                                     | 36.    | 2. kolo     | Denis Istomin / #45         | výhra  | 6–4, 6–0                                |
| Rome Masters Řím, Itálie ATP Masters 1000 antuka, venku 13. – 19. května 2013                                     | 37.    | 3. kolo     | Kevin Anderson / #27        | výhra  | 7–5, 6–2                                |
| Rome Masters Řím, Itálie ATP Masters 1000 antuka, venku 13. – 19. května 2013                                     | 38.    | Čtvrtfinále | Novak Djoković / #1         | výhra  | 2–6, 7–5, 6–4                           |
| Rome Masters Řím, Itálie ATP Masters 1000 antuka, venku 13. – 19. května 2013                                     | 39.    | Semifinále  | Rafael Nadal / #5           | prohra | 2–6, 4–6                                |
| French Open Paříž, Francie Grand Slam antuka, venku 26. května – 9. června 2013                                   | 40.    | 1. kolo     | Gaël Monfils / #81          | prohra | 6–7(8–10), 4–6, 7–6(7–3), 7–6(7–4), 5–7 |
| Queen's Club Championships Londýn, Spojené království ATP 250 Series tráva, venku 10. – 16. června 2013           | –      | 1. kolo     | volný los                   |        |                                         |
| Queen's Club Championships Londýn, Spojené království ATP 250 Series tráva, venku 10. – 16. června 2013           | 41.    | 2. kolo     | Thiemo de Bakker / #91      | výhra  | 6–1, 6–4                                |
| Queen's Club Championships Londýn, Spojené království ATP 250 Series tráva, venku 10. – 16. června 2013           | 42.    | 3. kolo     | Grega Žemlja / #51          | výhra  | 6–3, 6–4                                |
| Queen's Club Championships Londýn, Spojené království ATP 250 Series tráva, venku 10. – 16. června 2013           | 43.    | Čtvrtfinále | Marin Čilić / #12           | prohra | 5–7, 6–7(4–7)                           |
| Wimbledon Londýn, Spojené království Grand Slam tráva, venku 24. června – 7. července 2013                        | 44.    | 1. kolo     | Martin Kližan / #36         | výhra  | 6–3, 6–4, 6–4                           |
| Wimbledon Londýn, Spojené království Grand Slam tráva, venku 24. června – 7. července 2013                        | 45.    | 2. kolo     | Daniel Brands / #57         | výhra  | 7–6(8–6), 6–4, 6–2                      |
| Wimbledon Londýn, Spojené království Grand Slam tráva, venku 24. června – 7. července 2013                        | 46.    | 3. kolo     | Kevin Anderson / #23        | výhra  | 3–6, 6–3, 6–4, 7–5                      |
| Wimbledon Londýn, Spojené království Grand Slam tráva, venku 24. června – 7. července 2013                        | 47.    | 4. kolo     | Bernard Tomic / #59         | výhra  | 7–6(7–4), 6–7(5–7), 6–4, 6–4            |
| Wimbledon Londýn, Spojené království Grand Slam tráva, venku 24. června – 7. července 2013                        | 48.    | Čtvrtfinále | Novak Djoković / #1         | prohra | 6–7(5–7), 4–6, 3–6                      |
| Swedish Open Båstad, Švédsko ATP 250 Series antuka, venku 6. – 14. července 2013                                  | –      | 1. kolo     | volný los                   |        |                                         |
| Swedish Open Båstad, Švédsko ATP 250 Series antuka, venku 6. – 14. července 2013                                  | 49.    | 2. kolo     | Martín Alund / #112         | výhra  | 6–3, 6–0                                |
| Swedish Open Båstad, Švédsko ATP 250 Series antuka, venku 6. – 14. července 2013                                  | 50.    | Čtvrtfinále | Thiemo de Bakker / #104     | prohra | 5–7, 5–7                                |
| Canada Masters Montréal, Kanada ATP Masters 1000 tvrdý, venku 3. – 11. srpna 2013                                 | –      | 1. kolo     | volný los                   |        |                                         |
| Canada Masters Montréal, Kanada ATP Masters 1000 tvrdý, venku 3. – 11. srpna 2013                                 | 51.    | 2. kolo     | Alexandr Dolgopolov / #37   | výhra  | 6–3, 6–4                                |
| Canada Masters Montréal, Kanada ATP Masters 1000 tvrdý, venku 3. – 11. srpna 2013                                 | 52.    | 3. kolo     | Vasek Pospisil / #71        | prohra | 5–7, 6–2, 6–7(5–7)                      |
| Cincinnati Masters Cincinnati, Spojené státy ATP Masters 1000 tvrdý, venku 12. – 19. srpna 2013                   | –      | 1. kolo     | volný los                   |        |                                         |
| Cincinnati Masters Cincinnati, Spojené státy ATP Masters 1000 tvrdý, venku 12. – 19. srpna 2013                   | 53.    | 2. kolo     | Jarkko Nieminen / #39       | výhra  | 6–3, 6–2                                |
| Cincinnati Masters Cincinnati, Spojené státy ATP Masters 1000 tvrdý, venku 12. – 19. srpna 2013                   | 54.    | 3. kolo     | Tommy Robredo / #23         | výhra  | 6–3, 6–0                                |
| Cincinnati Masters Cincinnati, Spojené státy ATP Masters 1000 tvrdý, venku 12. – 19. srpna 2013                   | 55.    | Čtvrtfinále | Andy Murray / #2            | výhra  | 6–3, 6–4                                |
| Cincinnati Masters Cincinnati, Spojené státy ATP Masters 1000 tvrdý, venku 12. – 19. srpna 2013                   | 56.    | Semifinále  | Rafael Nadal / #3           | prohra | 5–7, 6–7(4–7)                           |
| US Open New York, Spojené státy Grand Slam tvrdý, venku 26. srpna – 9. září 2013                                  | 57.    | 1. kolo     | Paolo Lorenzi / #80         | výhra  | 6–1, 6v4, 6–1                           |
| US Open New York, Spojené státy Grand Slam tvrdý, venku 26. srpna – 9. září 2013                                  | 58.    | 2. kolo     | Denis Kudla / #104          | výhra  | 7–6(7–3), 7–6(7–3), 6–3                 |
| US Open New York, Spojené státy Grand Slam tvrdý, venku 26. srpna – 9. září 2013                                  | 59.    | 3. kolo     | Julien Benneteau / #35      | výhra  | 6–0, 6–3, 6–2                           |
| US Open New York, Spojené státy Grand Slam tvrdý, venku 26. srpna – 9. září 2013                                  | 60.    | 4. kolo     | Stanislas Wawrinka / #10    | prohra | 6–3, 1–6, 6–7(6–8), 2–6                 |
| Davis Cup: Semifinále Světové skupiny Praha, Česko Davis Cup tvrdý, hala 13. – 15. září 2013                      | 61.    | –           | Leonardo Mayer / #93        | výhra  | 6–4, 4–6, 6–3, 6–4                      |
| PTT Thailand Open Bangkok, Thajsko ATP 250 Series tvrdý, hala 21. – 29. září 2013                                 | –      | 1. kolo     | volný los                   |        |                                         |
| PTT Thailand Open Bangkok, Thajsko ATP 250 Series tvrdý, hala 21. – 29. září 2013                                 | 62.    | 2. kolo     | Roberto Bautista Agut / #63 | výhra  | 6–3, 6–3                                |
| PTT Thailand Open Bangkok, Thajsko ATP 250 Series tvrdý, hala 21. – 29. září 2013                                 | 63.    | Čtvrtfinále | Lu Jan-sun / #52            | výhra  | 7–6(9–7), 6–4                           |
| PTT Thailand Open Bangkok, Thajsko ATP 250 Series tvrdý, hala 21. – 29. září 2013                                 | 64.    | Semifinále  | Gilles Simon / #14          | výhra  | 6–7(5–7), 6–2, 7–5                      |
| PTT Thailand Open Bangkok, Thajsko ATP 250 Series tvrdý, hala 21. – 29. září 2013                                 | 65.    | Finále      | Milos Raonic / #11          | prohra | 6–7(4–7), 3–6                           |
| China Open Peking, ČLR ATP 500 Series tvrdý, venku 22. září – 6. října 2013                                       | 66.    | 1. kolo     | Pablo Andújar / #54         | výhra  | 6–4, 6–1                                |
| China Open Peking, ČLR ATP 500 Series tvrdý, venku 22. září – 6. října 2013                                       | –      | 2. kolo     | Nikolaj Davyděnko / #47     |        | bez boje                                |
| China Open Peking, ČLR ATP 500 Series tvrdý, venku 22. září – 6. října 2013                                       | 67.    | Čtvrtfinále | John Isner / #16            | výhra  | 7–5, 6–2                                |
| China Open Peking, ČLR ATP 500 Series tvrdý, venku 22. září – 6. října 2013                                       | 68.    | Semifinále  | Rafael Nadal / #2           | prohra | 2–4, skreč                              |
| Shanghai Masters Šanghaj, ČLR ATP Masters 1000 tvrdý, hala 6. – 13. října 2013                                    | –      | 1. kolo     | volný los                   |        |                                         |
| Shanghai Masters Šanghaj, ČLR ATP Masters 1000 tvrdý, hala 6. – 13. října 2013                                    | 69.    | 2. kolo     | Feliciano López / #30       | výhra  | 7–6(7–5), 6–2                           |
| Shanghai Masters Šanghaj, ČLR ATP Masters 1000 tvrdý, hala 6. – 13. října 2013                                    | 70.    | 3. kolo     | Nicolás Almagro / #16       | prohra | 7–6(8–6), 3–6, 6–7(4–7)                 |
| Swiss Indoors Basilej, Švýcarsko ATP 500 Series tvrdý, hala 21. – 27. října 2013                                  | 71.    | 1. kolo     | Ivo Karlović / #83          | prohra | 6–4, 6–7(4–7), 6–7(2–7)                 |
| Paris Masters Paříž, Francie ATP Masters 1000 tvrdý, hala 28. října – 3. listopadu 2013                           | –      | 1. kolo     | volný los                   |        |                                         |
| Paris Masters Paříž, Francie ATP Masters 1000 tvrdý, hala 28. října – 3. listopadu 2013                           | 72.    | 2. kolo     | Pablo Andújar / #52         | výhra  | 6–2, 7–5                                |
| Paris Masters Paříž, Francie ATP Masters 1000 tvrdý, hala 28. října – 3. listopadu 2013                           | 73.    | 3. kolo     | Milos Raonic / #11          | výhra  | 7–6(15–13), 6–4                         |
| Paris Masters Paříž, Francie ATP Masters 1000 tvrdý, hala 28. října – 3. listopadu 2013                           | 74.    | čtvrtfinále | David Ferrer / #3           | prohra | 6–4, 5–7, 3–6                           |
| Barclays ATP World Tour Finals Londýn, Spojené království ATP World Tour Finals tvrdý, hala 4.–11. listopadu 2013 | 75.    | ZS          | Stanislas Wawrinka / #8     | prohra | 3–6, 7–6(7–0), 3–6                      |
| Barclays ATP World Tour Finals Londýn, Spojené království ATP World Tour Finals tvrdý, hala 4.–11. listopadu 2013 | 76.    | ZS          | David Ferrer / #3           | výhra  | 6–4, 6–4                                |
| Barclays ATP World Tour Finals Londýn, Spojené království ATP World Tour Finals tvrdý, hala 4.–11. listopadu 2013 | 77.    | ZS          | Rafael Nadal / #1           | prohra | 4–6, 6–1, 3–6                           |
| Finále Davis Cupu 2013 Bělehrad, Srbsko Davis Cup tvrdý, hala 15. – 17. listopadu 2013                            | 78.    | –           | Dušan Lajović / #117        | výhra  | 6–3, 6–4, 6–3                           |
| Finále Davis Cupu 2013 Bělehrad, Srbsko Davis Cup tvrdý, hala 15. – 17. listopadu 2013                            | 79.    | –           | Novak Djoković / #2         | prohra | 4–6, 6–7(5–7), 2–6                      |
| ZS – základní skupina, ATP – postavení na žebříčku ATP                                                            |        |             |                             |        |                                         |

### Čtyřhra: 7 (6–1)
| Turnaj                                                                                        | utkání | fáze        | spoluhráč      | soupeři / ATP                                       | stav   | výsledek                       |
| Davis Cup: 1. kolo Světové skupiny Ženeva, Švýcarsko Davis Cup tvrdý, hala 1. – 3. února 2013 | 1.     | –           | Lukáš Rosol    | Marco Chiudinelli / #1040 Stanislas Wawrinka / #137 | výhra  | 6–4, 5–7, 6–4, 6–7(3–7), 24–22 |
| Rome Masters Řím, Itálie ATP Masters 1000 antuka, venku 13. – 19. května 2013                 | 2.     | 1. kolo     | Radek Štěpánek | Daniele Bracciali / #23 Andreas Seppi / #81         | výhra  | 6–4, 6–2                       |
| Rome Masters Řím, Itálie ATP Masters 1000 antuka, venku 13. – 19. května 2013                 | 3.     | 2. kolo     | Radek Štěpánek | Ajsám Kúreší / #9 Jean-Julien Rojer / #6            | výhra  | 7–5, 6–4                       |
| Rome Masters Řím, Itálie ATP Masters 1000 antuka, venku 13. – 19. května 2013                 |        | Čtvrtfinále | Radek Štěpánek | Mahesh Bhupathi / #10 Rohan Bopanna / #12           |        | odstoupili                     |
| Canada Masters Montréal, Kanada ATP Masters 1000 tvrdý, venku 3. – 11. srpna 2013             | 4.     | 1. kolo     | Michaël Llodra | Martin Kližan / #79 Janko Tipsarević / #147         | výhra  | 6–2, 6–3                       |
| Canada Masters Montréal, Kanada ATP Masters 1000 tvrdý, venku 3. – 11. srpna 2013             | 5.     | 2. kolo     | Michaël Llodra | Alexander Peya / #6 Bruno Soares / #8               | prohra | 6–3, 6–7(4–7), 6–10            |
| Davis Cup: Semifinále Světové skupiny Praha, Česko Davis Cup tvrdý, hala 13. – 15. září 2013  | 6.     | –           | Radek Štěpánek | Carlos Berlocq / #104 Horacio Zeballos / #40        | výhra  | 6–3, 6–4, 6–2                  |
| Finále Davis Cupu 2013 Bělehrad, Srbsko Davis Cup tvrdý, hala 15. – 17. listopadu 2013        | 7.     | –           | Radek Štěpánek | Ilija Bozoljac / #283 Nenad Zimonjić / #14          | výhra  | 6–2, 6–4, 7–6(7–4)             |
| ATP – postavení na žebříčku ATP                                                               |        |             |                |                                                     |        |                                |

## Přehled finále
| Legenda                       |
| Grand Slam (0–0 D)            |
| ATP World Tour Finals (0–0 D) |
| ATP Masters Series (0–0 D)    |
| ATP World Tour 500 (0–1 D)    |
| ATP World Tour 250 (0–2 D)    |
| D – dvouhra; Č – čtyřhra      |

| Finále dle povrchu |
| ------------------ |
| tvrdý (0–3 D)      |
| antuka (0–0 D)     |
| tráva (0–0 D)      |

| Finále dle místa |
| ---------------- |
| venku (0–1 D)    |
| hala (0–2 D)     |

### Dvouhra: 3 (0–3)
| stav      | č. | datum          | turnaj                 | povrch    | soupeř ve finále   | výsledek           |
| --------- | -- | -------------- | ---------------------- | --------- | ------------------ | ------------------ |
| Finalista | 1. | 24. února 2013 | Marseille, Francie (1) | tvrdý (h) | Jo-Wilfried Tsonga | 6–3, 6–7(6–8), 4–6 |
| Finalista | 2. | 2. března 2013 | Dubaj, SAE (1)         | tvrdý     | Novak Djoković     | 5–7, 3–6           |
| Finalista | 3. | 29. září 2013  | Bangkok, Thajsko (1)   | tvrdý (h) | Milos Raonic       | 6–7(4–7), 3–6      |

## Finanční odměny
| Soutěž  | turnaj                     | finanční odměna |
| ------- | -------------------------- | --------------- |
| Dvouhra | Chennai Open               | $11 300         |
| Dvouhra | Australian Open            | A$250 000       |
| Dvouhra | Open 13                    | €50 200         |
| Dvouhra | Dubai Tennis Championships | $193 700        |
| Dvouhra | Indian Wells Masters       | $225 000        |
| Dvouhra | Miami Masters              | $89 670         |
| Dvouhra | Monte-Carlo Masters        | €32 700         |
| Dvouhra | Barcelona Open             | €19 200         |
| Dvouhra | Madrid Open                | €157 570        |
| Dvouhra | Rome Masters               | €123 800        |
| Dvouhra | French Open                | €21 000         |
| Dvouhra | Queen's Club Championships | €16 700         |
| Dvouhra | Wimbledon                  | £205 000        |
| Dvouhra | Swedish Open               | €12 730         |
| Dvouhra | Canada Masters             | $35 660         |
| Dvouhra | Cincinnati Masters         | $144 060        |
| Dvouhra | US Open                    | $165 000        |
| Dvouhra | PTT Thailand Open          | $54 000         |
| Dvouhra | China Open                 | $118 975        |
| Dvouhra | Shanghai Masters           | $47 550         |
| Dvouhra | Swiss Indoors              | €10 050         |
| Dvouhra | Paris Masters              | €65 520         |
| Dvouhra | ATP World Tour Finals      | $284 000        |
| Čtyřhra | Rome Masters               | €5 060          |
| Čtyřhra | Canada Masters             | $5 520          |

## Vzájemný poměr utkání
Tomáš Berdych v sezóně 2013 zaznamenal singlový poměr výher a proher 54–25 (68,35 %), z toho měl proti hráčům první světové desítky (kteří byli její součástí v době zápasu) bilanci 6–14 (30,00 %). Níže je uveden vzájemný poměr utkání vůči jednotlivým soupeřům:
- Kevin Anderson 5–0
- Pablo Andújar 2–0
- Jerzy Janowicz 2–0
- Dmitrij Tursunov 2–0
- Andy Murray 2–0
- Somdev Devvarman 1–0
- Michael Russell 1–0
- Guillaume Rufin 1–0
- Jürgen Melzer 1–0
- Henri Laaksonen 1–0
- Ernests Gulbis 1–0
- Rajeev Ram 1–0
- Tobias Kamke 1–0
- Roger Federer 1–0
- Mischa Zverev 1–0
- Florian Mayer 1–0
- Alejandro Falla 1–0
- Sam Querrey 1–0
- Daniel Gimeno Traver 1–0
- Marcel Granollers 1–0
- Fabio Fognini 1–0
- Nikolaj Davyděnko 1–0
- Denis Istomin 1–0
- Grega Žemlja 1–0
- Martin Kližan 1–0
- Daniel Brands 1–0
- Bernard Tomic 1–0
- Martín Alund 1–0
- Alexandr Dolgopolov 1–0
- Jarkko Nieminen 1–0
- Paolo Lorenzi 1–0
- Denis Kudla 1–0
- Julien Benneteau 1–0
- Leonardo Mayer 1–0
- Lu Jan-sun 1–0
- Gilles Simon 1–0
- John Isner 1–0
- Feliciano López 1–0
- Dušan Lajović 1–0
- Roberto Bautista Agut 1–1
- Richard Gasquet 1–1
- Tommy Robredo 1–1
- Thiemo de Bakker 1–1
- Milos Raonic 1–1
- David Ferrer 1–1
- Stanislas Wawrinka 1–3
- Novak Djoković 1–4
- Jo-Wilfried Tsonga 0–1
- Gaël Monfils 0–1
- Marin Čilić 0–1
- Vasek Pospisil 0–1
- Nicolás Almagro 0–1
- Ivo Karlović 0–1
- Rafael Nadal 0–5